# GeoWin
GeoWin je software vytvořený jako geodetická nadstavba systémů pro projektování – AutoCADu, BricsCADu a GstarCADu.
Vývoj nadstavby započal v roce 1993, tehdy ještě pod AutoCADem rel.12, pod původním názvem Rekon Plus. Jak je patrné z názvu, hlavním těžištěm programu bylo geodetické zpracování dokumentace ke stavebnímu zaměření budov. Postupně byla nadstavba obohacována i o funkce z mapování, které posléze převládly. V roce 1999 byla nadstavba přejmenována na své současné jméno. V roce 2010 byl GeoWin portován na CAD systém BricsCAD a v roce 2014 na GstarCAD.
GeoWin nalézá využití nejen v geodetických firmách, ale i projektových kancelářích. Od roku 2009 je používán k výuce AutoCADu na katedře geodézie fakulty stavební ČVUT.

## Stručná charakteristika
GeoWin tvoří čtyři programy: GeoWin JVF, GeoWin Mapa, GeoWin DMT a GeoWin Calc.

### GeoWin JVF DTM
Program je určen pro práci s jednotným formátem digitální technické mapy ČR. Mezi hlavní funkce patří:
- import JVF, včetně atributů
- export do JVF DTM
- editace objektů
- validace objektů před i po exportu

### GeoWin Mapa
Program je určený k vytváření obsahu účelových map velkých měřítek anebo stavebních plánů pro rekonstrukce. Mezi nejdůležitější funkce patří:
- komplexní práce se souřadnicemi a body
- vkládání mapových značek (bodové, liniové) z vlastní databáze, nejen dle ČSN
- možnosti editace již vytvořeného výkresu
- zábory pozemků (záborový elaborát)
- import katastrálních map (VFK, VKM, VGI, XML)

### GeoWin DMT (3D model terénu)
Program je určený pro tvorbu digitálního modelu terénu. Mezi klíčové vlastnosti patří:
- vykreslení vrstevnic
- podélné a příčné profily
- výpočet kubatur

### GeoWin Calc
Program umožňuje základní výpočty v bodovém poli. Obsahuje také základní nástroje pro tvorbu digitálního modelu terénu (vytvoření a editace trojúhelníkové sítě, výpočet kubatur a vykreslení vrstevnic). Výsledky je možno exportovat ve formátu DXF. Pro chod programu není třeba CAD, pouze Windows XP a vyšší.